# Moguer

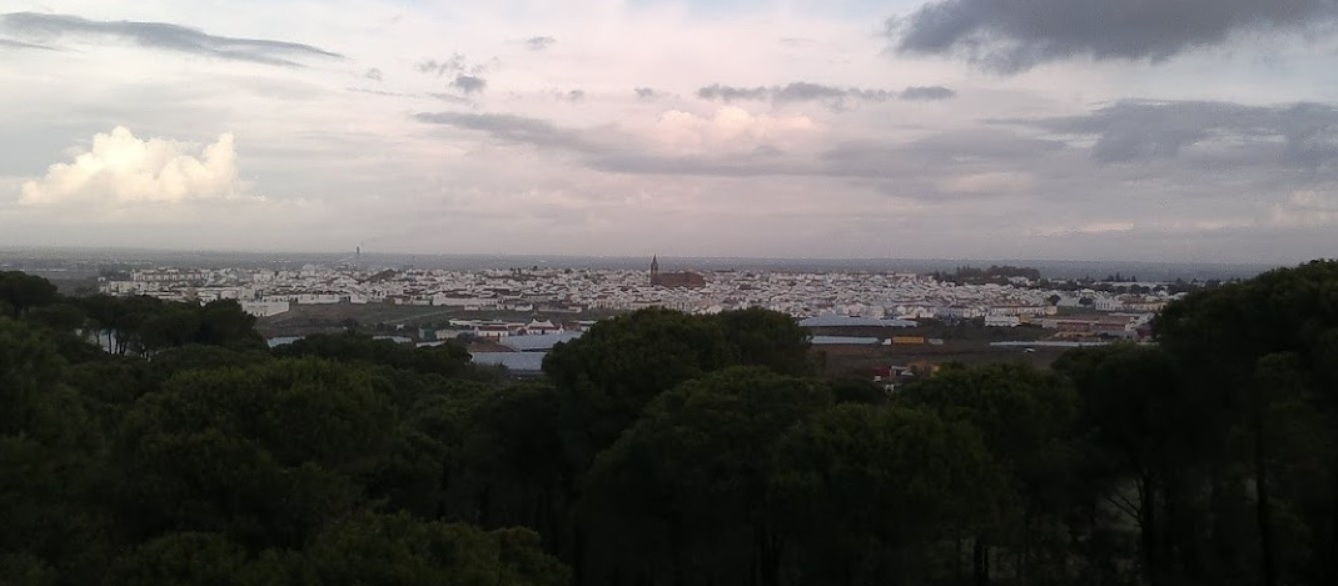

Moguer est une commune de la province de Huelva dans la communauté autonome d'Andalousie en Espagne.

## Géographie
En 2007, il avait 18 381 habitants.

## Histoire
Son port est célèbre pour avoir été le lieu de départ de Christophe Colomb vers l'Amérique le 3 août 1492. J.-M. de Hérédia le cite dans son sonnet "Les Conquérants" : "De Palos de Moguer routiers et capitaines - Partaient, ivres d'un rêve héroïque et brutal."
Moguer est également connu pour être la ville natale du grand poète espagnol Juan Ramón Jiménez et de Luis de Torres le traducteur de Christophe Colomb et premier juif à avoir foulé le sol américain.
La commune est également célèbre pour avoir sur son territoire le site spatial d'El Arenosillo.

## Administration
| Période                                  | Période | Identité | Étiquette | Qualité |
| ---------------------------------------- | ------- | -------- | --------- | ------- |
| N/A                                      | N/A     | N/A      | N/A       | Maire   |
| Les données manquantes sont à compléter. |         |          |           |         |

## Personnalités liées à la commune
- Manuel de Burgos y Mazo (1862-1946) : homme politique, écrivain et propriétaire terrien, plusieurs fois ministre, député et sénateur ;
- Le poète Juan Ramón Jiménez (1881-1958) et son épouse l'écrivaine Zenobia Camprubí (1887-1956)[1].